# Celada del Camino
Celada del Camino település Spanyolországban, Burgos tartományban. Celada del Camino Estépar, Pampliega, Villaldemiro és Tamarón községekkel határos. Lakosainak száma 90 fő (2024).

## Népesség
A település népessége az utóbbi években az alábbiak szerint változott:
| Lakosok száma | 96   | 99   | 101  | 98   | 101  | 105  | 95   | 123  | 102  | 90   |
|               | 2001 | 2004 | 2006 | 2009 | 2011 | 2014 | 2016 | 2019 | 2021 | 2024 |